# Kalkblaaskaakje
Het kalkblaaskaakje (Myopa variegata) is een vliegensoort uit de familie van de blaaskopvliegen (Conopidae). De wetenschappelijke naam van de soort is voor het eerst geldig gepubliceerd in 1804 door Meigen.